# Kurt Becher
Kurt Becher (Amburgo, 12 settembre 1909 – Brema, 8 agosto 1995) è stato un militare tedesco, commissario di tutti i campi di concentramento tedeschi, noto soprattutto per aver barattato gli ebrei in cambio di denaro durante l'Olocausto.

## Biografia
I registri dell'Archivio di Stato di Amburgo sui genitori e sui nonni di indicano che proveniva da una famiglia di origini modeste. Suo nonno materno fu Andreas Wieck di professione calzolaio, mentre suo nonno paterno fu Julius Becher, muratore. Nel 1905 suo padre Hermann Becher era elencato come impiegato nell'emporio di Ludwig Krenzien ad Amburgo. Hermann sposò Frieda Dora Alexandrine Wieck nel 1906. Nel 1919 la famiglia si trasferì in una casa a Wandsbek, dove i registri indicano che Hermann era un agente di commercio.
Si unì all'unità di cavalleria Reiter-SS nel 1934; durante il processo di Norimberga testimoniò di essersi arruolato nelle SS perché nel 1934 il suo istruttore di equitazione gli aveva consigliato di entrare nel reggimento di cavalleria delle SS. Hannah Arendt suggerisce che l'unica ragione per cui Becher sottolineò questa sua storia fu dovuta all'esclusione delle Reiter-SS da parte del Tribunale di Norimberga dalla lista delle organizzazioni criminali. Aderì al Partito Nazista nel 1937.
Dopo aver preso parte all'invasione della Polonia e successivamente all'Operazione Barbarossa, dove partecipò nei vari stermini ed esecuzioni di massa degli ebrei, fu promosso SS-Obersturmbannführer nell'unità SS-Totenkopfverbände.
Dopo l'invasione dell'Ungheria, fu messo da Heinrich Himmler a capo della commissione incaricata di trattare con la comunità ebraica di Budapest con cui negoziò il cosiddetto treno di Kastner, vale a dire la liberazione in Svizzera di 1.684 ebrei ungheresi passando per il campo di concentramento di Bergen-Belsen in cambio di gioielli e oggetti preziosi per un valore pari a 8.600.000 franchi svizzeri, una parte dei quali si spostò con lui in sei grandi valigie, in quello che divenne noto come il "Deposito Becher". Sempre seguendo le istruzioni di Himmler, nel novembre 1944 si incontrò in Svizzera con dei delegati statunitensi per cercare senza successo una pace separata sul fronte occidentale. Nell'aprile 1945 Himmler lo nominò commissario speciale del Reich per tutti i campi di concentramento.
Fu arrestato nel maggio 1945 dagli Alleati e imprigionato a Norimberga ma non fu processato come criminale di guerra, anzi fu usato solo come testimone durante il processo, in seguito alla dichiarazione resa da Rudolf Kasztner, membro di spicco dell'Aid and Rescue Committee ebraico in Ungheria. Nell'affidavit presentato al tribunale di Norimberga, Kasztner affermò:"Non ci possono essere dubbi sul fatto che Becher appartiene ai pochissimi leader delle SS che hanno avuto il coraggio di opporsi al programma di sterminio degli ebrei e che cercò di salvare degli esseri umani [...] che Kurt Becher ha fatto tutto ciò che era possibile per salvare degli esseri umani innocenti dalla furia cieca dei leader nazisti [...] non ho mai dubitato per un momento delle buone intenzioni di Kurt Becher etc."
Lo stesso Kasztner fu l'imputato anche in un processo in cui il tribunale distrettuale di Gerusalemme dichiarò che fu complice dell'omicidio nazista di 740.000 ebrei ungheresi e che aveva "venduto la sua anima al diavolo". La corte ritenne che Kasztner avesse collaborato allo sterminio degli ebrei in Ungheria e avesse salvato proprio Kurt Becher dalla sua pena. Kasztner fu successivamente assassinato in Israele nel marzo 1957. La Corte Suprema di Israele annullò la sentenza contro Kasztner nel 1958, ad eccezione della sezione che scagionava Becher, il cui status di criminale di guerra era determinato in una sentenza di 35 pagine; la Corte Suprema stabilì che la dichiarazione giurata di Kasztner fu falsa, poiché Kasztner fu a conoscenza delle attività di Becher durante la guerra.
Il deposito Becher fu venduto per 55.000 dollari, molto meno del suo valore stimato: parte di questa discrepanza fu dovuta all'inflazione che rese inutile il pengő ungherese dopo la guerra; i funzionari ungheresi avevano già confiscato la maggior parte del denaro contante e della valuta estera in possesso degli ebrei, quindi la maggior parte dei passeggeri pagava "sotto forma di gioielli, oro (in gioielli e lingotti), platino, pietre preziose e altri oggetti di valore." Dagobert Arian dell'Agenzia ebraica suggerì che Becher avesse nascosto la maggior parte del suo bottino prima di essere catturato, e che questo fatto dimostrasse la differenza.
Lo storico Yehuda Bauer scrive che è noto che Becher aveva in suo possesso specifici tesori ebraici provenienti dai pagamenti ricevuti dall'Aid and Rescue Committee e dalle proprietà confiscate in Ungheria. Dei bagagli che costituivano il suo deposito, Becher consegnò una valigia a Moshe Schweiger (un socio di Rudolf Kasztner), che era stato rilasciato da Mauthausen appositamente per impossessarsi della valigia. Il 24 maggio 1945, la sottosezione B del 215º distaccamento del controspionaggio americano (CIC) trovò 8,5 kg d'oro, 2 kg di platino e altri gioielli nascosti sotto i letti in una casa in cui Becher aveva vissuto. Il 30 maggio la valigia che Becher aveva dato a Schweiger fu consegnata al CIC. Il 25 giugno alcuni altri rifugiati ebrei che Becher aveva utilizzato come corrieri consegnarono oro e azioni.
Nel dopoguerra divenne un ricco e discusso uomo d'affari, gestendo alcune società nel commercio agricolo tra Germania Ovest e Ungheria fino alla Caduta del Muro di Berlino.

### Approfondimenti
- Raul Hilberg, The Destruction of the European Jews, Yale University Press, 2003  [1961], ISBN 0-300-09557-0.